# Morti nel 1444
| Questa pagina contiene informazioni ricavate automaticamente dalle voci biografiche con l'ausilio del template Bio e di un bot. L'aggiornamento è periodico e automatico e ricostruisce completamente la pagina. Se manca una persona in questa lista, sei pregato di non aggiungerla, ma accertati piuttosto che la sua voce biografica contenga il template Bio e che i dati anagrafici siano correttamente compilati. Se il template Bio manca, inseriscilo tu stesso o, in alternativa, metti l'avviso {{tmp\|Bio}} che ne segnala la mancanza. Se i dati riportati sono sbagliati, correggi direttamente la voce biografica; le modifiche saranno visibili in questa lista entro pochi giorni. Per chiarimenti vedi il progetto biografie. La lista contiene solo le 39 persone che sono citate nell'enciclopedia e per le quali è stato implementato correttamente il template Bio. Pagina aggiornata al 2 giu 2025. |

- 10 febbraio - Luís Gonçalves do Amaral, cardinale e vescovo cattolico portoghese
- 11 febbraio - Amédée de Talaru, cardinale e arcivescovo cattolico francese
- 13 febbraio - Niccolò Speciale, politico italiano
- 14 febbraio - Enrichetta di Mömpelgard, nobile tedesca (n. 1387)
- 3 marzo - Filippo di Savoia, nobile (n. 1417)
- 7 marzo - François de Meez, cardinale e vescovo cattolico francese
- 9 marzo - Leonardo Bruni, politico, scrittore e umanista italiano (n. 1370)
- 4 aprile - Renault de Chartres, cardinale e arcivescovo cattolico francese
- 6 aprile - Giovanni Caprèolo, teologo francese (n. 1380)
- 20 maggio - Bernardino da Siena, francescano, teologo e predicatore italiano (n. 1380)
- 20 maggio - Margherita di Kleve, principessa (n. 1416)
- 27 maggio - John Beaufort, I duca di Somerset, militare inglese (n. 1404)
- 2 giugno - Alessandro di Masovia, patriarca cattolico polacco (n. 1400)
- 23 giugno - Marco di Efeso, vescovo ortodosso bizantino (n. 1392)
- 8 luglio - Pier Paolo Vergerio il vecchio, umanista e pedagogista italiano (n. 1370)
- 22 luglio - Oddantonio II da Montefeltro, nobile, politico e condottiero italiano (n. 1427)
- 21 agosto - Cristoforo Boscari, vescovo cattolico italiano
- 24 agosto - Matteo Boniperti, vescovo cattolico italiano
- 27 agosto - Hynek Ptáček di Pirkštejn, nobile e politico boemo (n. 1404)
- 12 settembre - Angelotto Fosco, cardinale italiano
- 25 settembre - Gianfrancesco Gonzaga, condottiero italiano (n. 1395)
- 30 settembre - Felicia Meda, religiosa italiana
- 15 ottobre - Niccolò Piccinino, condottiero italiano (n. 1386)
- 10 novembre - Giuliano Cesarini, cardinale italiano (n. 1398)
- 10 novembre - Ladislao III di Polonia, re (n. 1424)
- 29 novembre - Ciarpellone, condottiero italiano
- Joseph Albo, filosofo e rabbino spagnolo (n. 1380)
- Robert Campin, pittore fiammingo
- Antonio Cassarino, umanista, oratore e filologo classico italiano (n. 1379)
- Donato Ferrario, mercante italiano
- Smeraldo di Giovanni, pittore italiano (n. 1365)
- Olivera Despina, principessa serba (n. 1372)
- Giovanni Morelli, politico e scrittore italiano (n. 1371)
- Ottaviano Nelli, pittore e miniatore italiano (n. 1375)
- Giovanni Pachino, giurista italiano
- Giovanna II d'Albret, nobile francese (n. 1425)
- Andrea da Ratisbona, storico tedesco (n. 1380)
- Giovanna di Baviera-Landshut, duchessa (n. 1413)
- Elisabetta di Brunswick-Göttingen, nobildonna tedesca